# Atletismo nos Jogos Olímpicos de Verão da Juventude de 2010 - 3000 m masculino
As provas dos 3000m masculino do atletismo nos Jogos Olímpicos de Verão da Juventude de 2010 foram realizadas nos dias 17 (qualificatória) e 22 de agosto (finais), no Estádio Bishan, em Singapura. 23 atletas estavam inscritos neste evento.

## Medalhistas
| Ouro   | ERI Abrar Osman    |
| Prata  | ETH Fekru Jebesa   |
| Bronze | MAR Hicham Sigueni |

## Qualificatória
| Pos. | Nome                        | País               | Tempo    | Notas           | Final |
| ---- | --------------------------- | ------------------ | -------- | --------------- | ----- |
| 1    | Fekru Jebesa                | ETH Etiópia        | 8:12.65  |                 | A     |
| 2    | Abrar Osman                 | ERI Eritreia       | 8:12.80  |                 | A     |
| 3    | Hicham Sigueni              | MAR Marrocos       | 8:12.95  |                 | A     |
| 4    | Kazuto Nishiike             | JPN Japão          | 8:13.05  |                 | A     |
| 5    | Josphat Kiptis              | KEN Quênia         | 8:14.08  |                 | A     |
| 6    | Harry Mulenga               | ZAM Zâmbia         | 8:14.38  |                 | A     |
| 7    | Mwita Kopiro Marwa          | TAN Tanzânia       | 8:14.60  |                 | A     |
| 8    | Alex Cherop                 | UGA Uganda         | 8:14.97  |                 | A     |
| 9    | Indrajeet Patel             | IND Índia          | 8:15.02  |                 | A     |
| 10   | Ibrahim Abdullah            | KSA Arábia Saudita | 8:16.33  |                 | A     |
| 11   | Pontien Ntawuyirushintege   | RWA Ruanda         | 8:17.99  |                 | A     |
| 12   | Claudiu Cimpoeru            | ROM Romênia        | 8:30.84  |                 | A     |
| 13   | Abdelmunaim Adam            | SUD Sudão          | 8:33.03  |                 | B     |
| 14   | Emmanuel Gyang Gwom         | NGR Nigéria        | 8:38.45  |                 | B     |
| 15   | Zabulon Ndikumana           | BDI Burundi        | 8:50.77  |                 | B     |
| 16   | Federico Bruno              | ARG Argentina      | 8:52.78  |                 | B     |
| 17   | Amin Cheniti                | ALG Argélia        | 8:54.43  |                 | B     |
| 18   | Mohamed Ali                 | NZL Nova Zelândia  | 9:07.60  |                 | B     |
| 19   | Eamonn Kichuk               | CAN Canadá         | 9:17.37  |                 | B     |
| 20   | Samphors Som                | CAM Camboja        | 10:16.03 |                 | B     |
|      | Aboubaker Sougueh Houffaneh | DJI Djibuti        |          | Não completou   | B     |
|      | Saleck Khattat              | MTN Mauritânia     |          | Desclassificado | B     |
|      | Ribeiro Pinto de Carvalho   | TLS Timor-Leste    |          | Desclassificado | B     |

## Finais

### Final B
| Pos. | Nome                        | País              | Tempo   | Notas      |
| ---- | --------------------------- | ----------------- | ------- | ---------- |
| 1    | Abdelmunaim Adam            | SUD Sudão         | 8:27.19 |            |
| 2    | Zabulon Ndikumana           | BDI Burundi       | 8:28.76 |            |
| 3    | Amin Cheniti                | ALG Argélia       | 8:32.85 |            |
| 4    | Emmanuel Gyang Gwom         | NGR Nigéria       | 8:49.68 |            |
| 5    | Federico Bruno              | ARG Argentina     | 8:58.63 |            |
| 6    | Mohamed Ali                 | NZL Nova Zelândia | 9:01.03 |            |
| 7    | Eamonn Kichuk               | CAN Canadá        | 9:25.90 |            |
|      | Samphors Som                | CAM Camboja       |         | Não largou |
|      | Aboubaker Sougueh Houffaneh | DJI Djibuti       |         | Não largou |
|      | Saleck Khattat              | MTN Mauritânia    |         | Não largou |
|      | Ribeiro Pinto de Carvalho   | TLS Timor-Leste   |         | Não largou |

### Final A
| Pos.              | Nome                      | País               | Tempo   | Notas           |
| ----------------- | ------------------------- | ------------------ | ------- | --------------- |
| Medalha de ouro   | Abrar Osman               | ERI Eritreia       | 8:07.24 |                 |
| Medalha de prata  | Fekru Jebesa              | ETH Etiópia        | 8:08.53 |                 |
| Medalha de bronze | Hicham Sigueni            | MAR Marrocos       | 8:08.55 |                 |
| 4                 | Kazuto Nishiike           | JPN Japão          | 8:08.57 |                 |
| 5                 | Harry Mulenga             | ZAM Zâmbia         | 8:11.26 |                 |
| 6                 | Mwita Kopiro Marwa        | TAN Tanzânia       | 8:11.37 |                 |
| 7                 | Alex Cherop               | UGA Uganda         | 8:13.11 |                 |
| 8                 | Pontien Ntawuyirushintege | RWA Ruanda         | 8:14.59 |                 |
| 9                 | Ibrahim Abdullah          | KSA Arábia Saudita | 8:15.23 |                 |
| 10                | Claudiu Cimpoeru          | ROM Romênia        | 8:32.85 |                 |
| 11                | Indrajeet Patel           | IND Índia          | 8:36.73 |                 |
|                   | Josphat Kiptis            | KEN Quênia         |         | Desclassificado |